# Encyclopedia of Life
L'Encyclopedia of Life (EOL) è un'enciclopedia online, libera, collaborativa, destinata a documentare tutte le 1,9 milioni di specie viventi conosciute dalla scienza. Viene compilata da database esistenti e da contributi di esperti e non esperti di tutto il mondo. Essa mira a costruire una pagina per ogni specie "espandibile infinitamente", includendo video, audio, immagini, grafici, oltre a testo. In aggiunta, l'Enciclopedia incorporerà la Biodiversity Heritage Library, che conterrà le collezioni digitalizzate da stampa delle maggiori biblioteche mondiali di storia naturale. Il progetto è inizialmente appoggiato da un impegno finanziario di 50 milioni di dollari, sotto la conduzione della MacArthur Foundation e della Sloan Foundation.

## Storia
L'EOL è partito il 26 febbraio 2008 con 30 000 voci. Il biologo statunitense E. O. Wilson fu uno dei promotori del progetto di un'enciclopedia universale che doveva presentare una pagina web per ogni specie vivente con tutto lo scibile relativo a ognuna di esse.
Il sito ha subito dimostrato di essere estremamente popolare, ed è dovuto tornare alle pagine dimostrative per due giorni, quando venne sommerso da un traffico di oltre 11 milioni di visite ricevute.
Al 2007, il Comitato direttivo del progetto vede presenti alti dirigenti del consorzio Biodiversity Heritage Library, del Field Museum, della Harvard University, della MacArthur Foundation, del Marine Biological Laboratory, del Missouri Botanical Garden, della Sloan Foundation e dello Smithsonian Institution.
Nel 2011, EOL dichiarava che la propria banca data aveva censite più di 700 000 specie animali e vegetali associate ad altrettante immagini fotografiche e alle copie digitali di milioni di pagine edite a stampa. Nello stesso anno, è stata lanciata la nuova versione del sito con supporto multilingue in inglese, francese, tedesco, spagnolo, gallego, serbo, arabo, macedone, cinese, coreano e ucraino. sono state introdotte nuove funzioni per migliorare l'usabilità e l'interattività del sito, tenendo conto dei suggerimenti presentati da scienziati, biologi, educatori e semplici cittadini. Il 16 gennaio 2014 ha esordito TraitBank, un database ad accesso aperto navigabile, che presenta descrittori morfologici, caratteristiche delle storie di vita di tutti i taxa, dati relativi agli habitat e alla distribuzione geografica, oltre a notizie circa le loro interazioni con gli altri organismi viventi.

Nel 2018 i record erano aumentati 1 961 433, suddivisi fra specie biologiche e taxa di ordine superiore. Al 2020, erano censite oltre due milioni di specie afferenti a 190 000 generi e a 13 000 famiglie.
Nel secondo decennio del XXI secolo è stata lanciata la terza versione, completamente riscritta e ottimizzata per l'accesso da dispositivi mobili.

## Partenariati
EOL è partner di Wikipedia e di Flickr, e dall'ottobre 2016 collabora con IBM, applicando i suoi supercomputer alla risoluzione di problemi come il cosiddetto paradosso del plancton, noto in oceanografia. L'interfaccia è tradotta con Translatewiki.net. Le voci dell'Encyclopedia of life possono essere create o modificate solamente da utenti esperti e iscritti abilitati dal sito.
I contenuti sono concessi con licenza creative Commons, sottoposta ad alcune limitazioni.